# Lempuyang (Anjatan)
Lempuyang is een bestuurslaag in het regentschap Indramayu van de provincie West-Java, Indonesië. Lempuyang telt 5573 inwoners (volkstelling 2010).